# Сабирова, Дания Киямовна
Дания́ Кия́мовна Саби́рова (20 мая 1944 года, с. Сингели, Лаишевский район, Татарская АССР, РСФСР, СССР — 15 июля 2015 года, пос. Царицыно, Республика Татарстан, Россия) — советский и российский историк, педагог, организатор науки, учёный в области гуманитарных наук, общественный деятель.
Заслуженный работник высшей школы Российской Федерации. Заслуженный деятель науки Республики Татарстан. Заслуженный профессор Казанского национального исследовательского технического университета им. А. Н. Туполева.
Награждена Орденом «Творец Эпохи» Международной гуманитарной академии «Европа-Азия», Института культуры мира ЮНЕСКО, Международной академии проблем человеческого фактора за большой вклад в развитие российской системы образования, в дело подготовки специалистов новой генерации, а также в утверждение в жизненную практику идей и ценностей культуры мира, толерантности, милосердия, межнационального и межконфессионального согласия, диалога народов и цивилизаций (2009).
Стояла у истоков развития новой для Республики Татарстан специализации по связям с общественностью. Инициатор подготовки специалистов по связям с общественностью в Казанском авиационном институте. Под её руководством дипломы о высшем образовании получили сотни выпускников, большинство из них работает в сфере массовой коммуникации — PR-специалистами, менеджерами, маркетологами, журналистами.
При её участии была создана российская Ассоциация преподавателей по связям с общественностью, профессор Сабирова была её первым президентом (2005—2009).

## Образование и начало научной деятельности
Училась в средней школе № 44 (1951—1959), школе рабочей молодёжи № 31 г. Казани (1959—1962). С 1966 по 1972 г. — студентка заочного отделения историко-филологического факультета Казанского государственного университета им. В. И. Ульянова-Ленина (КГУ), получила специальность «историк, преподаватель истории и обществоведения».
Первые научные исследования связаны с историей промышленных предприятий. В 1970 г. стала лауреатом Всесоюзного конкурса студенческих научных работ по общественным наукам ЦК ВЛКСМ, посвящённого 100-летию со дня рождения В. И. Ленина. Научный руководитель — Циунчук А. Г.. В 1972 г. была рекомендована в аспирантуру кафедры истории КПСС КГУ. В 1975 году досрочно защитила кандидатскую диссертацию. Научный руководитель — Билялов У. Б..

## Работа в горкоме комсомола Казани
С 1968 по 1972 г. прошла школу комсомольского работника в должности инструктора горкома ВЛКСМ, освобождённого секретаря комсомольской организации Казанского медицинского училища, организатора работы со школьниками младших классов в Доме пионеров Кировского района Казани. Работала под руководством первого секретаря Казанского горкома комсомола Донской И. С. и заведующего отделом организационно-партийной работы Зерцалова Г.И.

## Работа в Казанском авиационном институте
В 1975 г. по направлению Министерства высшего и среднего специального образования СССР начала работать на кафедре истории КПСС. Прошла путь от ассистента до директора Института социальных технологий. В 1989 г. в Ленинградской высшей партийной школе защитила диссертацию на соискание учёной степени доктора исторических наук.

### Заведование кафедрой истории и связей с общественностью
В 1990 г. возглавила кафедру политической истории КАИ. В 1995 г., когда в вузе открылась специальность «Связи с общественностью», кафедра получила новое наименование. [[Кафедра истории и связей с общественностью]] вошла в состав вновь образованного [[гуманитарного факультета]], который возглавила профессор Д. К. Сабирова. Занималась научным руководством учебного процесса, совершенствовала методику преподавания истории с учётом специфики вуза. С 2003 г. по её инициативе кафедра принимала активное участие в развитии Болонского процесса в российских вузах, в частности, внедрила на кафедра балльно-рейтинговую систему оценки качества знаний студентов.
Под её руководством кафедрой ежегодно проводились научные конференции, публиковались научные статьи, выпускались научные сборники. Были изданы десятки учебных пособий по дисциплинам: связи с общественностью, имиджелогия, этикет, деловое общение, рекламоведение, связи с общественностью в социальной сфере, коммуникационный менеджмент, татарский язык в PR-текстах и современной пресс-службе и др. Студенты участвовали и побеждают в региональных и всероссийских конкурсах, олимпиадах и др. Была организована практика студентов в государственных, коммерческих, и некоммерческих организациях региона. Возглавляла кафедру до 2014 года, далее работала профессором до 2015 года. 

### Институт повышения квалификации и переподготовки педагогических кадров
В 1993 г. стала директором Казанского филиала Института по переподготовке и повышению квалификации преподавателей гуманитарных и социальных наук (ИППК) при Санкт-Петербургском государственном университете. К работе филиала привлекались также преподаватели из Казанского государственного университета: заведующая кафедрой политической истории, профессор Савея Мухаметдиновна Михайлова, профессор Игорь Петрович Ермолаев и др. В 1999 г. филиал был реорганизован в самостоятельный институт повышения квалификации и переподготовки педагогических кадров. Профессор Сабирова стала первым директором. В 2010 году руководила образовательными программами для повышения квалификации профессорско-преподавательского состава вузов Приволжского федерального округа.

### Гуманитарный факультет
В 1995 г. под руководством Д. К. Сабировой в КГТУ-КАИ организован гуманитарный факультет. Впервые в Республике Татарстан началась подготовка специалистов по связи с общественностью и менеджменту в организациях. Много внимания уделяла техническому оснащению кафедр и внедрению компьютерных технологий в учебный процесс. Так, благодаря её усилиям на факультете были созданы три специализированные лаборатории: средств массовой коммуникации, коммуникационных технологий и лаборатория-студия.
По её инициативе в вузе с 2003 по 2016 г. проводилась ежегодная Всероссийская студенческая олимпиада по рекламе и связям с общественностью, с самого начала поддержанная Республиканским парламентом и его Председателем Ф. Х. Мухаметшиным. Являлась сопредседателем оргкомитета, заместителем председателя жюри. С 2015 по 2016 г. Олимпиада проводилась в рамках всероссийского фестиваля «Дни PR в Казани».
В 2009 г. гуманитарный факультет преобразован в Институт социальных технологий. Его объединили с факультетом психологии и делового администрирования. Д. К. Сабирова стала директором института. С 2000—2015 состоялось 15 выпусков специалистов по связям с общественностью и менеджменту. Выпускники работают в ведущих государственных учреждениях республики Татарстан и страны, в крупных компаниях, ведущих СМИ Татарстана. Профессор Сабирова работала с четырьмя ректорами: Г. Л. Дегтярев, Ю. Ф. Гортышов, Абруков Н.Р., А. Х. Гильмутдинов, которые принимали участие в работе оргкомитета и президиума всероссийских конференций и мероприятий проводимых по её инициативе на базе вуза.

## Научно-организаторская деятельность
Была организатором всероссийских научно-практических и научно-методических конференций, в том числе:
- 1995 — Всероссийская конференция посвященная 50-летию Организации Объединённых Наций[25]
- 1999 — «Современные российские реформы: проблемы национального возрождения и развития»[2]
- 2000 — «Национальные особенности современной российской многопартийности»[2]
- 2001 — «Федеративная направленность национально-демократических движений в Российской Федерации»[2]
- 2009 — Всероссийская научно-практическая конференция «Современные социальные и гуманитарные знания: традиции, новации, перспективы»[2]
- 2010 — «Современные социальные и гуманитарные знания: традиции, новации, перспективы»[2]
- 2011 — «Проблемы изучения истории XX века в высшей школе в условиях перехода на Федеральные государственные образовательные стандарты нового поколения» в рамках федеральной целевой программы «Научные и научно-педагогические кадры инновационной России»[24]
- 2011 — «Связи с общественностью в контексте глобализации» (с участием зарубежных специалистов из дальнего зарубежья)[2]
- 2014 — Всероссийская научно-практическая конференция «Трансдисциплинарность в исторической науке: задачи и стратегии исследований».[26]

## Научно-исследовательская деятельность
Профессор Сабирова — автор 150 работ и 6 монографий. В 70-80-е г. XX века предметом её исследований были вопросы партийно-организационной работы по развитию социалистического соревнования, советской промышленности и сельского хозяйства в 30-40-е гг.. В конце 80-х г. — исследования в области развития интернациональных связей. В 1990-е гг. круг научных интересов был дополнен изучением современных цивилизационных перемен в обществе, формирования гражданского общества в современном мире. Приоритетными были исследования методологических основ и понятий, связанных с развитием межнациональных отношений в истории XX века в рамках государственной программы «Народы России: возрождение и развитие». Начиная с 2001 г. изучала проблемы социогуманитарной подготовки будущих технических специалистов в вузе, а также проблемы становления и развития специальностей «Связи с общественностью» и «Менеджмент в социальной сфере».
Помимо научных исследований вела работу по созданию научно-методической базы для изучения истории в техническом вузе, в том числе, и региональной. В соавторстве с профессором Шараповым Я.Ш. ею были изданы учебники по истории республики Татарстан, в том числе получившие гриф Министерства образования РФ. Рецензентами учебников в разное время выступили историки Татарстана дин, профессор Тагиров И. Р., дин, профессор Тагиров Э. Р., дин профессор Цейтлин Р. С., дин Амирханов Р. У., кин Фасхутдинов К. Ф. и др. В учебниках были подняты сложные, неоднозначные вопросы истории республики на разных исторических этапах её развития. Отдельные положения вызвали возражения некоторых историков, рассматривавших их в «политической и идеологической плоскости».
В 2009 и 2011 гг. авторским коллективом кафедры истории и связей с общественностью под руководством Д. К. Сабировой был подготовлен учебно-методический комплекс «История» для студентов и преподавателей, который был отмечен премией университета. На основе этого комплекса был написан электронный учебник истории под редакцией профессоров Д. К. Сабировой и И. А. Гатауллиной. В 2015 г. учебник рекомендован Министерством высшего образования и науки РФ для всех вузов страны.
В 2008—2014 гг. ответственный редактор ежегодного сборника «Казанская школа связей с общественностью». С 2010 по 2014 г. была главным редактором ежегодного альманаха АПСО «Российская школа связей с общественностью».

## Научное руководство
Консультировала докторские диссертации, являлась оппонентом и рецензентом диссертационных работ, под её руководством защитились 10 кандидатских диссертаций.

## Награды и звания

### Государственные
- Заслуженный деятель науки Республики Татарстан (1994)[1][7]
- Почётная грамота Президента Республики Татарстан за многолетнюю и плодотворную научно-педагогическую деятельность (1999)[1][7][3]
- Знак «Отличник физической культуры и спорта Республики Татарстан» (2004)[3]
- Медаль «В память 1000-летия Казани» (2005)[3]
- Заслуженный работник высшей школы Российской Федерации (2012)[1][7][45]
- Знак отличия мэра Казани «За труд и доблесть на благо Казани» (2012)[3]
- Благодарственное письмо Министерства образования и науки республики Татарстан за поддержку талантливой молодежи в рамках приоритетного национального проекта «Образование» (2013)[3]
- Благодарность руководителя Аппарата Президента Республики Татарстан (2015)[21]

### Общественные
- Действительный член Академии гуманитарных наук (1994)[3]
- Действительный член Международной гуманитарной академии «Европа-Азия» (2004)[3]
- Благодарственное письмо Совета учебно-методического объединения за многолетнее плодотворное сотрудничество (Москва, 2006)[3]
- Орден «Творец эпохи» Международной гуманитарной академии «Европа-Азия», Института культуры мира ЮНЕСКО, Международной академии проблем человеческого фактора (2009)[3]
- Заслуженный профессор «КНИТУ-КАИ» (2014)[3]

## Членство и работа в профессиональных и научных организациях
- Участник создания и первый заместитель председателя Совета историков аэрокосмических вузов СССР — России, в который вошли историки аэрокосмических вузов: в том числе Киевского, Харьковского, Рижского и Московского авиационных институтов (с 1988)[18]
- Член научно-методического совета по историческим наукам при Министерстве образования и науки РФ (1993—2015)[16]
- Член диссертационного совета по защите докторских диссертаций по историческим наукам в КГУ (1993—2011)[3]
- Председатель научного совета всеобщей истории Академии наук Республики Татарстан (1995—2005).[16] За особые заслуги и активную позицию была включена в состав совета И. Б. Хайбуллиным[8]
- Член президиума Учебно-методического объединения по менеджменту при Государственном университете управления (Москва) (1995—2003). В 2006 за многолетнее плодотворное сотрудничество получила благодарственное письмо.[3]
- Член Учебно-методического совета по рекламе и связям с общественностью Учебно-методического объединения вузов Российской Федерации при Московском государственном университете МИД России (МГИМО) (1995—2015)[3]
- Член Комитета по образованию Российской ассоциации по связям с общественностью (РАСО) (2006—2014)[3]
- Эксперт Общественной палаты Республики Татарстан (2006—2015)[2]
- Член межвузовского совета по социально-экономическим и гуманитарным наукам Республики Татарстан (2011—2015)[3]
- Член экспертной группы национального рейтинга вузов по направлению «Реклама и связи с общественностью» (2013—2015)[19]
- Председатель государственной экзаменационной комиссии (ГЭК) Высшей школы управления Казанского национального исследовательского технологического университета (КНИТУ-КХТИ) (2014—2015)[3]

## Критика
Кандидат исторических наук, доцент кафедры гуманитарных дисциплин Казанского национального исследовательского технологического университета А. В. Овчинников подверг критике школьный учебник для пятого класса «История Татарстана. С древнейших времен до наших дней», написанный Сабировой в соавторстве с Я. Ш. Шараповым выпущенный издательством «Кнорус» с грифом «рекомендован в качестве учебника для студентов высших учебных заведений Министерством образования и науки РФ», указав на то, что данная публикация представляет собой «произведение типичных работников „идеологического фронта“ советского типа, которые в начале 1990-х годов в силу политической конъюнктуры отреклись от одной идеи, но только для того, чтобы в интересах бывшей номенклатуры обслуживать другую» и в итоге возник «учебник с явно выраженной антироссийской направленностью, ставящий под сомнение легитимность российского государства на территории Волго-Камья». По его мнению «наивысшей точки осовременивание истории достигает при описании событий, связанных с завоеванием Московским государством Казанского ханства в 1552 году», а также вызывают недоумение наименования параграфов и подпараграфов, как «Обострение Татарстанско-Российских отношений» (хотя в первой половине XVI века ещё не существовало Казанской губернии), «Война за независимость», «Борьба против оккупации», «Сопротивление русской военной администрации», «Русская колонизация Татарстана» и «Особенности русской колонизации». Овчинников также указал на то, что при повествовании о Великой Отечественной войне авторы учебника по аналогии с Первой мировой войной берутся утверждать, что большая часть татарского общества примкнуло к «обороничеству», поскольку СССР и РСФСР для татар были «неродными государствами». В то же время Сабирова и Шарапов с подчёркнутой нейтральностью описывают деятельность созданного в составе Вермахта из татарских коллаборационистов легиона «Идель-Урал». Отдельно Овчинников высказывает мнение, что высокая должность Сабировой «во многом объясняет отсутствие критических откликов в Татарстане на уже несколько раз переизданный учебник».
24 апреля 2012 года участники конференции «Фальсификация прошлого в учебниках по истории Татарстана и татарского народа: проявления, масштаб, последствия», прошедшей в формате круглого стола в Приволжском центре региональных и этнорелигиозных исследований Российского института стратегических исследований также повергли резкой критике содержание учебника. Так руководитель Приволжского центра РИСИ Р. Р. Сулейманов высказал мнение, что «это учебник с ярко выраженной антироссийской направленностью, ставящий под сомнение легитимность российского государства на территории Поволжья», поскольку в нём настойчиво проводится мысль о существовании начиная с X века, в виде противоречивых взаимоотношений Киевской Руси и Волжской Болгарии, противостояния между Татарстаном и Россией. При этом Татарстан называется в числе «древнейших стран на северо-востоке Европейского континента», а Волжская Булгария и Казанское ханство явно отождествляются (названия параграфов «Древнейший Татарстан», «Древний Татарстан» и «Ранние государственные образования древнего Татарстана») с современной Республикой Татарстан таким образом, чтобы возникло представление о нём как о существовавшей ещё с древних времён независимом от России государством. Он указывал на, что в учебнике утверждается, что во время казанских походов Ивана Грозного его войска пересекли «государственную границу Татарстана (!) пересекла русская армия», «Татарстану не удалось отстоять в полной мере свою национальную самобытность», а также, что после присоединения к русскому государству «страна» «состояла из двух общин: татарской, национально-подавленной, и русской, относящейся к господствующей нации». И особо отметил, что взаимоотношения Московского государства и Казанского ханства в учебнике описываются как: «Москва действовала, не считаясь ни с какими моральными и международно-правовыми нормами». А также указал на то, что вопреки написанному на первой странице учебника, что он рекомендован к изучению Министерством образования РФ «в качестве учебника для студентов высших учебных заведений», на письменный запрос информационного агентства REGNUM министерство ответило следующим образом: «Учебник для студентов ВУЗов, изданный (или переизданный) в 2009 году, не может иметь грифа Минобрнауки России и использовать гриф Министерства общего и профессионального образования Российской Федерации».
В свою очередь Овчинников в высказанному ранее ИА REGNUM отметил, что в советское время Шарапов был известен как автор работы «Сила и жизненность национальной программы ленинизма», а Сабирова как «верный ленинец». По его мнению оба являются «типичными идеологическими работниками советского типа, которые в начале 1990-х гг. в силу политической конъюнктуры отреклись от одной идеи, но только для того чтобы обслуживать другую идею, в интересах всё той же номенклатуры Татарского обкома КПСС, превратившейся в „руководство суверенной республики“» и среди представителей старшего поколения учёных-гуманитариев «вовремя перекрасившихся в борцов за суверенитет Татарстана бывших ленинцев» немало в Татарстане.
В своём выступлении кандидат философских наук, доктор социологических наук, профессор и заведующий кафедрой социальной и политической конфликтологии КНИТУ А. Л. Салагаев высказал мнение, что данное издание написано «языком вражды» и излагает исторические факты таким образом, что после взятия Казани русскими войсками татарский народ якобы бы оказался под гнётом и постоянно страдал от русского самодержавия и советской власти, что может привести к созданию у татарской молодёжи отрицательного отношения как России, так и к русским, в то время как русской молодёжи республики наоборот прививается «комплекс вины».